# Ноакхали (округ)
Ноакхали (бенг. নোয়াখালী জিলা, англ. Noakhali District) — округ на юго-востоке Бангладеш, в области Читтагонг. Образован в 1821 году. До 1868 года округ носил название Бхулуа. Административный центр — город Ноакхали. Площадь округа — 3601 км². По данным переписи 2001 года население округа составляло 2 533 394 человека. Уровень грамотности взрослого населения составлял 37,11 %, что ниже среднего уровня по Бангладеш (43,1 %). 93,41 % населения округа исповедовало ислам, 6,41 % — индуизм.

## Административно-территориальное деление
Округ состоит из 7 подокругов (upazilas):
1. Ноакхали-Садар (Ноакхали)
2. Бегумгандж (Бегумгандж)
3. Чаткхил (Чаткхил)
4. Компанигандж (Компанигандж)
5. Хатия (Хатия)
6. Сенбагх (Сенбагх)
7. Сонаймури (Сонаймури)